# Fluoruro di niobio(V)
Il fluoruro di niobio(V) o pentafluoruro di niobio è il composto inorganico di formula NbF5. In condizioni normali è un solido cristallino bianco, che si idrolizza rapidamente a contatto con l'acqua rilasciando acido fluoridrico. In questo composto il niobio è nello stato di ossidazione +5. Può essere utilizzato come precursore di altri composti di niobio.

## Struttura
La struttura molecolare di NbF5 è analoga a quella di TaF5. Allo stato solido e allo stato fuso il composto consiste di tetrameri, costituiti da quattro unità NbF4 connesse da atomi di fluoro a ponte. Allo stato gassoso NbF5 è monomerico, con struttura di bipiramide trigonale e simmetria molecolare D3h.

## Sintesi
NbF5 fu descritto per la prima volta da Otto Ruff nel 1909. Si può preparare trattando il niobio metallico con fluoro gassoso, o per reazione tra NbCl5 e acido fluoridrico:
2Nb + 5F2 → 2NbF5
NbCl5 + 5HF → NbF5 + 5HCl
Viene ottenuto anche come intermedio durante l'estrazione di niobio metallico dai suoi minerali.

## Reattività
NbF5 è un composto stabile, ma igroscopico e deliquescente. A contatto con acqua e umidità si idrolizza con rilascio di acido fluoridrico. NbF5 è un acido di Lewis forte e reagisce con donatori di ioni fluoruro per formare anioni come [NbF6]–, [NbF7]2– e [NbF8]3–. Con basi di Lewis neutre come eteri o ammine forma addotti.

## Indicazioni di sicurezza
NbF5 è disponibile in commercio. Il composto è nocivo se ingerito, inalato o per contatto con la pelle. Per contatto provoca gravi ustioni cutanee e gravi lesioni agli occhi. Non ci sono dati che indichino proprietà cancerogene. Viene considerato poco pericoloso per le acque e l'ambiente.